# بيغي فرو
بيغي فرو (بالإنجليزية: Peggy Frew)‏ (1976)؛ روائية أسترالية.